# Ravish Malhotra
Ravish Malhotra (ur. 25 grudnia 1943 w Lahore) – indyjski wojskowy i przedsiębiorca, emerytowany oficer Indyjskich Sił Powietrznych i kosmonauta testowy. Był pilotem doświadczalnym sił powietrznych stacjonującym w ośrodku testowym w Bangalore oraz dowódcą lotniczym w bazie Hindon Air Force Station w pobliżu Delhi.
W 1982 roku został wybrany do szkolenia w zakresie lotów kosmicznych w ramach radzieckiego programu Interkosmos. Pełnił funkcję zmiennika Rakesha Sharmy podczas misji Sojuz T-11 na stację kosmiczną Salut 7, która wystrzeliła pierwszego Hindusa w kosmos, ale sam nigdy nie wziął udziału w locie kosmicznym.

## Wczesne lata
Urodził się 25 grudnia 1943 roku w Lahore, w prowincji Pendżab w Indiach Brytyjskich, w rodzinie hinduskiej; miał troje rodzeństwa. Jego matką była Raj Malhotra, a ojcem S.C. Malhotra. Po uzyskaniu przez Indie niepodległości od Wielkiej Brytanii i późniejszym podziale państwa w 1947 roku jego rodzina przeniosła się z Lahore do Delhi i osiedliła się w Kalkucie. Malhotra uczył się następnie w szkole św. Tomasza w Kalkucie.

## Kariera
Po ukończeniu szkoły średniej został przyjęty do Narodowej Akademii Obrony. Mówiąc o swoich wyborach zawodowych, twierdził, że początkowo chciał dołączyć do Indyjskiej Marynarki Wojennej, ale zamiast tego został powołany do Indyjskich Sił Powietrznych. Podczas selekcji powiedziano mu, że jego wzrok nie jest wystarczająco dobry dla służby w marynarce, podczas gdy siły powietrzne cierpiały wówczas na niedobór personelu.
Po ukończeniu Narodowej Akademii Obrony w 1963 roku Malhotra otrzymał stopień oficerski i został przydzielony do jednostki Vampire Squadron of the Indian Air Force, latając na samolotach de Havilland Vampire. Został wysłany do bazy Indyjskich Sił Powietrznych w Barrackpore w pobliżu Kalkuty. Stopniowo przechodził do latania innymi, bardziej zaawansowanymi samolotami, w tym Dassault Mystère, HAL HF-24 Marut i radzieckim Suchoj Su-22.
Był żołnierzem IAF Fighter Squadron, który miał za zadanie przeprowadzać naloty na Pakistan w 1971 roku, po tym jak kraj ten rozpoczął ataki na Indie poprzedzające wojnę o niepodległość Bangladeszu. Latał na Suchoj Su-22 w ponad 17 lotach w pakistańskiej przestrzeni powietrznej. Podczas jednego z ataków w sektorze Chamb-Jaurian w ówczesnym zachodnim Pakistanie jego samolot stał się celem silnego ostrzału przeciwlotniczego, ale mimo to powrócił do swojej bazy lotniczej w Indiach.

### Indyjsko-radziecki program kosmiczny
Po wojnie Malhotra został wybrany do Szkoły Pilotów Doświadczalnych Sił Powietrznych USA w bazie lotniczej Edwards w Kalifornii, a później do indyjsko-radzieckiego programu kosmicznego. Przeszedł testy w Instytucie Medycyny Lotniczej w Bangalore, a później w Moskwie. Ostateczne testy zakończyły się wyborem oficer Malhotry, Rakesha Sharmy i dwóch innych Hindusów do szkolenia w zakresie lotów kosmicznych w radzieckim programie Interkosmos w 1982 roku.

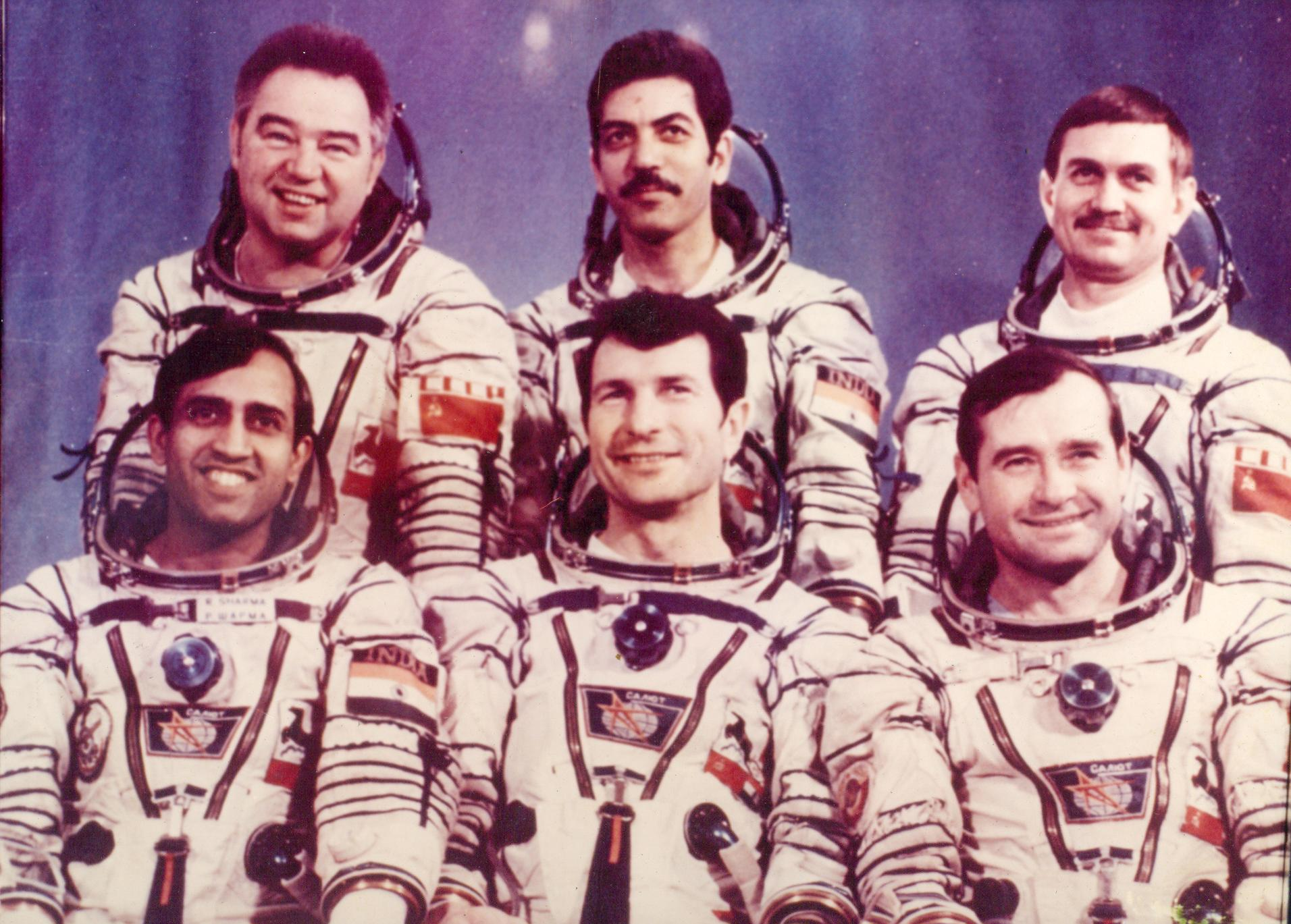
Załoga Sojuza T-11 (1984). Malhotra w środku górnego rzędu

Malhotra szkolił się w Centrum Wyszkolenia Kosmonautów im. J. Gagarina w Gwiezdnym miasteczku przez ponad dwa lata. Oprócz wypracowywania kondycji fizycznej, w przygotowaniu do lotu kosmicznego kadeci pracowali również na symulatorach, a także latali na samolotach Ił-76, który symulował warunki bliskie zerowej grawitacji i mikrograwitacji przez ~50 sekund na raz. Szkolenie obejmowało również lądowanie i przetrwanie na morzu, ponieważ kapsuły statków kosmicznych Sojuz lądowały na wodzie. Pod koniec programu szkoleniowego Malhotra i Sharma zostali zakwalifikowani do misji Sojuz T-11, aby wysłać pierwszego Hindusa w kosmos w 1984 roku. Obaj szkolili się w zakresie wielu celów misji, w tym badania efektów uprawiania jogi w kosmosie, a także innych eksperymentów biomedycznych i teledetekcyjnych. Decyzja o wysłaniu Sharmy w kosmos, a pozostawieniu Malhotry na ziemi została podjęta przez Ministerstwo Obrony Indii w połowie programu szkoleniowego. Mówiąc później o tej decyzji, Malhotra powiedział: Byłem rozczarowany, ale zaakceptowałem to i kontynuowałem swoją misję. Pozostał w dobrych stosunkach z Sharmą po misji.
Po powrocie ze Związku Radzieckiego Malhotra został odznaczony radzieckim Orderem Przyjaźni Narodów w 1984 roku, a indyjskim Medalem Kirti Chakra w 1985 roku.
Po powrocie do Indii został mianowany dowódcą stacji lotniczej Hindan w pobliżu stolicy Indii, Delhi. W 1995 roku przeszedł na wcześniejszą emeryturę wojskową. Następnie wszedł do sektora prywatnego, zakładając firmę produkującą materiały z sektora lotnictwa i kosmonautyki, Dynamatic Aerospace. Notowana na NSE firma produkuje precyzyjne części, a wśród jej klientów znajdują się Boeing, Airbus i Bell Helicopter Textron. Ostatecznie odszedł z pracy w wieku 75 lat.

## Życie prywatne
Jest żonaty z Mirą Malhotrą, psychologiem. Para ma dwójkę dzieci.